# Вольден, Ларс
Ларс Вольден (норв. Lars Volden; род.26 июля 1992, Осло) — норвежский хоккеист, вратарь.
В основном, играл в Финляндии (Эспоо Блюз) и Швеции (Рёгле, Мальмё Редхокс и др.).
В 2011 году выбран на драфте НХЛ под общим 181-м номером клубом «Бостон Брюинз».
Входил в состав сборной Норвегии на Олимпиаде в Сочи.